# Brama Łazienna w Toruniu
Brama Łazienna – jedna z ośmiu bram Starego Miasta. Zburzona pod koniec XIX wieku.

## Historia
Brama ta, podobnie jak bramy sąsiednie – Żeglarska, czy Klasztorna,  została wzniesiona najprawdopodobniej na przełomie XIII i XIV wieku. Była jedną z czterech bram broniących dostępu do miasta od strony Wisły; prowadziła na nabrzeże portowe. 
Nie jest znana dokładna data wyburzenia bramy, jednak budynek został jeszcze uwieczniony na widokówce, na której znalazła się również budowa wieży kościoła Świętego Ducha. Wieżę tę wzniesiono w latach 1893-1899. Rozbiórka Bramy Łaziennej była jednym z elementów planu likwidacji murów staromiejskich, oddzielających w XIX wieku centrum od rozwijających się przedmieści.
Obecnie ulica Łazienna bezpośrednio dochodzi do Bulwaru Filadelfijskiego, a mur po obu stronach dawnej bramy został zabezpieczony w formie ceglanych kolumn.

## Wygląd
Trudno jest dokładnie określić wygląd bramy, gdyż nie zachowały się niemalże żadne podobizny budynku. Brama widoczna jest jedynie na kilku panoramach, w tym na pochodzącej z powstałego w 1861 r. cyklu 11 pierwszych fotografii Torunia, autorstwa Eduarda Flottwella juniora. Z zachowanych źródeł można wnioskować, że brama przypominała Bramę Żeglarską, a więc była to najprawdopodobniej ceglana brama wzniesiona na planie prostokąta. Tuż przed zburzeniem posiadała hełm podobny do tego, jaki podczas przebudowy w XIX wieku otrzymała Brama Żeglarska. Możliwe zatem, że obie bramy przechodziły analogiczne modyfikacje. Pod koniec swojego istnienia brama od strony Wisły wykończona była gotycką blendą.

## Nazwa
Swą nazwę (niem. Baderthor), podobnie jak cała ulica do niej prowadząca, wzięła od miejskiej łaźni stojącej nad pobliskim brzegiem rzeki. Niekiedy nazywana była także Bramą Szkolną (Schulthor), z uwagi na mieszczącą nieopodal szkołę staromiejską, lub Bramą Białą (Weiße Thor).

## Galeria

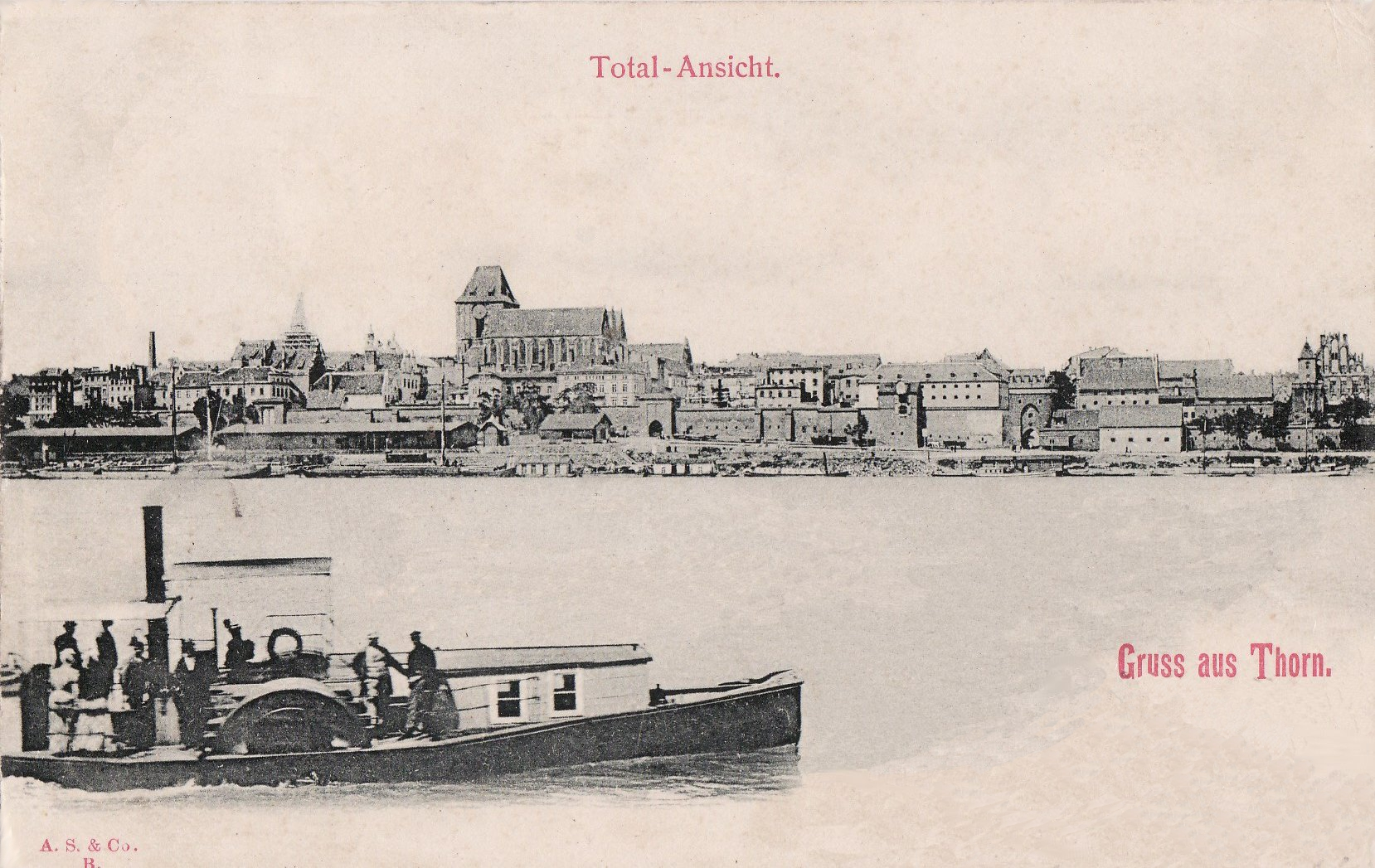
Panorama Torunia ok. roku 1897. Brama Łazienna widoczna w centrum fotografii, na prawo od katedry.
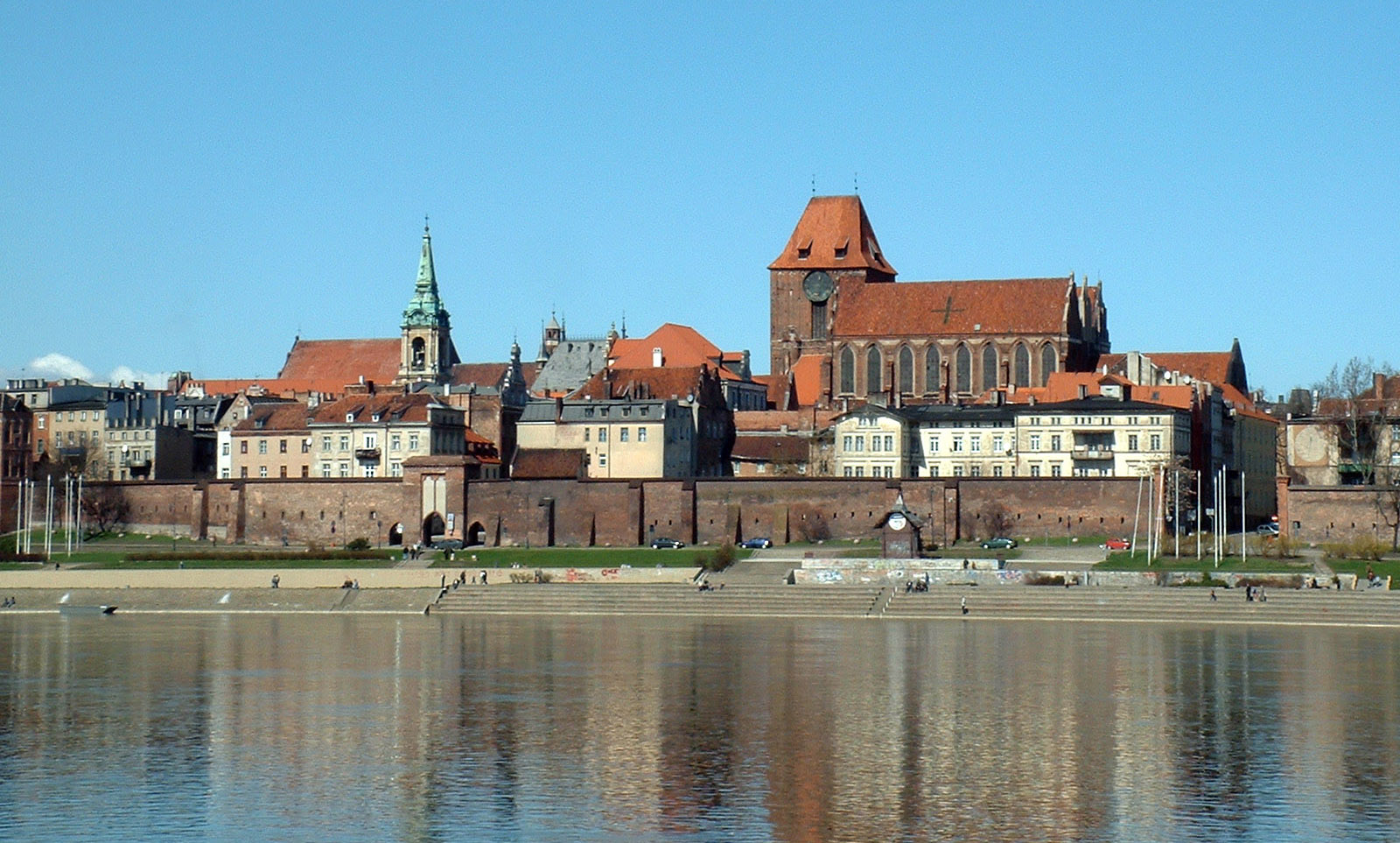
Wylot ulicy Łaziennej po prawej stronie zdjęcia, widok współczesny.